# Okno
Il sistema russo Okno è un sistema optoelettronico per l'osservazione e sorveglianza di oggetti spaziali integrato al sistema di ricognizione spaziale KRONA.
L'installazione si trova in Tagikistan sulle montagne nelle vicinanze di Dušanbe e Nurek Dam ad una altitudine di 2.200 metri circa
38.280833°N 69.224722°E.
Si tratta di un impianto unico dotato di telescopi e radar per il controllo spaziale in grado di tracciare oggetti orbitanti intorno alla Terra ad un'altitudine di 2.000 - 40.000 km. Il sistema Okno è completamente automatizzato, svolge sessioni di controllo autonomo in tempo reale e può funzionare solo di notte; il ruolo del centro è particolarmente importante in situazioni di emergenza, come ad esempio una perdita di comunicazioni con un satellite artificiale.
Durante la Guerra fredda in Occidente fu espressa notevole preoccupazione circa i possibili sistemi di energia a Sary Shagan e Dušanbe che avrebbero potuto danneggiare nelle loro funzionalità i satelliti da ricognizione, infatti esperti militari occidentali credevano che questo fosse un sistema militare Laser. Tom Clancy cita il sito militare nel suo romanzo "Il cardinale del Cremlino" chiamandolo "Stella lucente" ed identificandolo come un'installazione Laser contro lo Scudo spaziale statunitense.
Successivamente, secondo la dichiarazione di funzionari sovietici, si stabilì che l'impianto a Dušanbe è effettivamente un sistema optoelettronico per l'osservazione degli oggetti spaziali, simile a quello americano GEODSS.